# Augustus Pablo
Horace Swaby, bolj znan kot Augustus Pablo [avgústus páblo], jamajški pevec roots rock reggaeja, glasbeni producent in klaviaturist, * 21. junij 1954, okrožje Saint Andrew, Jamajka,  † 18. maj 1999.